# Classe Northampton
A Classe Northampton foi uma classe de cruzadores pesados operada pela Marinha dos Estados Unidos, composta pelo USS Northampton, USS Chester, USS Louisville, USS Chicago, USS Houston e USS Augusta. Suas construções começaram em 1928, foram lançados ao mar em 1929 e 1930 e comissionados na frota norte-americana entre 1930 e 1931. O projeto da Classe Northampton foi limitado pelo Tratado Naval de Washington e inspirado na predecessora Classe Pensacola, mas incorporou alguns melhoramentos, incluindo uma borda livre mais alta a fim de melhorar a navegabilidade, aprimoramento da subdivisão interna do casco e adição de um hangar para hidroaviões.
Os cruzadores da Classe Northampton eram armados com uma bateria principal composta por nove canhões de 203 milímetros montados em três torres de artilharia triplas. Tinham um comprimento de fora a fora de 182 metros, boca de vinte metros, calado de quase seis metros e um deslocamento carregado de mais de onze mil toneladas. Seus sistemas de propulsão eram compostos por oito caldeiras a óleo combustível que alimentavam quatro conjuntos de turbinas a vapor, que por sua vez giravam quatro hélices até uma velocidade máxima de 32 nós (59 quilômetros por hora). Os navios também tinham um cinturão principal de blindagem com 25 a 95 milímetros de espessura.
Todos lutaram na Segunda Guerra Mundial, a maioria na Guerra do Pacífico em funções de escolta de porta-aviões. O Houston foi afundado em março de 1942 na Batalha do Estreito de Sunda. Em seguida os navios atuaram na Campanha de Guadalcanal, com o Northampton sendo afundado na Batalha de Tassafaronga em dezembro e o Chicago no mês seguinte na Batalha da Ilha Rennell. Os sobreviventes então atuaram nas Campanhas das Ilhas Gilbert e Marshall, Filipinas e Ilhas Vulcano e Ryūkyū. O Augusta foi o único a atuar na Batalha do Atlântico, participando das Invasões do Norte da África, Normandia e Sul da França. Foram descomissionados em 1946 e desmontados em 1959.